# Homokszínű galambocska
A homokszínű galambocska (Columbina minuta) a madarak osztályának galambalakúak (Columbiformes) rendjéhez és a galambfélék (Columbidae) családjához tartozó faj.
A magyar név forrással nincs megerősítve.

## Előfordulása
Mexikó, Belize, Costa Rica, Ecuador, Honduras, Nicaragua, Salvador, a Panamai Köztársaság, Argentína, Bolívia, Brazília, Kolumbia, Francia Guyana, Guatemala, Guyana, Paraguay, Peru, Suriname, Trinidad és Tobago, valamint Venezuela területén honos.

## Alfajai
- Columbina minuta amazilia
- Columbina minuta elaeodes
- Columbina minuta interrupta
- Columbina minuta minuta

## Megjelenése
Testhossza 14-16 centiméter.